# Рейнська ліга

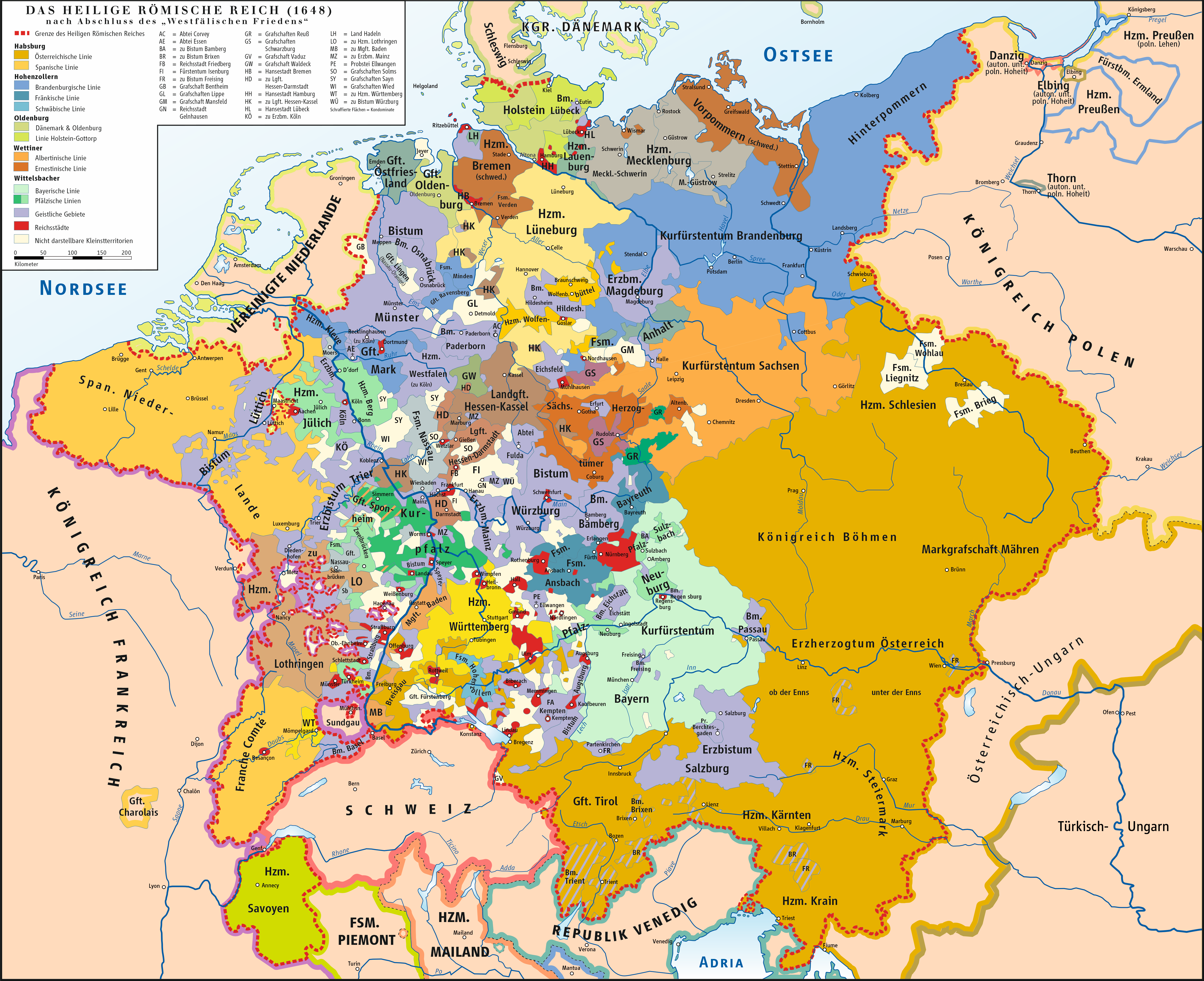
Священна Римська імперія після Вестфальського миру 1648 року

Рейнська ліга (Рейнський альянс, Рейнський союз; нім. Rheinischer Bund; фр. Ligue du Rhin) — оборонний союз понад 50 німецьких князів рейнського регіону, сформований 14 серпня 1658 року. Головна заслуга у створенні альянсу належала кардиналу Джуліо Мазаріні.
Метою альянсу було перевести частину німецьких князівств під заступництво Франції та Людовіка XIV та послабити вплив у Німеччині імператора Священної Римської імперії (за місяць до утворення союзу на імператорський трон вступив Леопольд I). Ліга оголосила про союзницькі відносини з Францією, її члени поклялися не допускати на свою територію ворожих Франції військ, відрізаючи таким чином Іспанські Нідерланди від Австрії. Ліга гарантувала шведам недоторканність їхніх завоювань у Німеччині періоду Тридцятирічної війни, були підтверджені положення Вестфальського миру, зокрема і те, завдяки якому стало можливим утворення ліги — право німецьких князів, васалів імператора, укладати оборонні союзи один з одним та з іноземними державами імператора.
Попри відверто антигабсбурзьку спрямованість альянсу, коли в 1663 імператор Леопольд закликав європейських монархів на допомогу проти турецької агресії, Рейнська ліга слідом за своїм союзником, Францією, погодилася відправити 600 піхотинців і 300 кавалеристів на війну проти турків. Рейнські солдати взяли участь у битві під Сентготтхардом, що закінчилася розгромом турків.
Ліга двічі розширювалася у 60-х роках XVII століття. Вона офіційно припинила своє існування у серпні 1667 року, але зусилля французької дипломатії призвели до того, що союз основних членів ліги діяв до 1688 року.
У 1806 році під тиском Наполеона I був укладений Рейнський союз, союз німецьких князів, схожий за складом та цілям з Рейнською лігою, який також мав антигабсбурзьку спрямованість.